# Communauté de communes Moret Seine et Loing
Pour les articles homonymes, voir Moret, Seine (homonymie) et Loing (homonymie).
La communauté de communes Moret Seine et Loing (MSL) est une communauté de communes française, située dans le département de Seine-et-Marne en région Île-de-France.

## Historique
L'origine de l'intercommunalité réside dans un SIVOM créé en 1970 par les communes par les 7 communes d'Écuelles, Épisy, Montarlot, Moret-sur-Loing, Saint-Mammès, Villecerf et Villemer notamment pour gérer le ramassage des ordures ménagères. Il se transforme en District de la Région de Moret-sur-Loing par un arrêté préfectoral du 29 décembre 1972. Celui-ci avait également pour compétence la réalisation d’une piscine, d’un collège et d’un centre de secours.
En 2001, les communes de Vernou-la-Celle-sur-Seine et  de Ville-Saint-Jacques rejoignent le district.
L'année 2002 est marquée par la transformation du district en communauté de communes, qui prend la dénomination de communauté de communes Moret Seine et Loing, et voit l'adhésion de Thomery et Veneux-les-Sablons. Champagne-sur-Seine rejoint MSL en 2003 et Montigny-sur-Loing le fait en 2009.
2010 est marquée par l'adhésion de La Genevraye, Nanteau-sur-Lunain, Nonville, Paley, Remauville, Saint-Ange-le-Viel, Treuzy-Levelay et Villemaréchal, suivies par Dormelles en 2012, qui s'est retiré de la Communauté de communes du bocage.
Sans changer de périmètre, MSL voit le nombre de ses communes baisser, en raison de la création, le 1er janvier 2015, de la commune nouvelle d'Orvanne constituée de la fusion d'Écuelles et de Moret-sur-Loing. Le 1er janvier 2016, les communes d'Épisy et de Montarlot rejoignent la commune nouvelle qui change de nom pour celui de Moret Loing et Orvanne.
Dans le cadre des dispositions de la loi portant nouvelle organisation territoriale de la République (Loi NOTRe) du 7 août 2015, qui prévoit que les établissements publics de coopération intercommunale (EPCI) à fiscalité propre doivent avoir un minimum de 15 000 habitants (et 5 000 habitants en zone de montagnes), le préfet de Seine-et-Marne a approuvé le 30 mars 2016 le nouveau schéma départemental de coopération intercommunale (SDCI) de Seine-et-Marne, qui prévoit notamment l'éclatement de la communauté de communes du Bocage Gâtinais, dont 7 des communes sont destinées à rejoindre la communauté de communes des Deux Fleuves et la huitième, Flagy, devant rejoindre MSL. Ce schéma a été mis en œuvre le 1er janvier 2017, après consultation des conseils communautaires et municipaux concernés.
Par arrêté préfectoral du 22 décembre 2016, la commune de Flagy rejoint la communauté de communes Moret Seine et Loing le 1er janvier 2017
Par arrêté préfectoral du 26 décembre 2016 portant création de la commune nouvelle de « Moret-Loing-et-Orvanne », la commune de Veneux-les-Sablons disparait le 1er janvier 2017
Par arrêté préfectoral du 27 décembre 2018 portant création de la commune nouvelle de « Villemaréchal », la commune de Saint-Ange-le-Viel disparait.

## Territoire communautaire

### Composition
La communauté de communes est composée des 18 communes suivantes :

| Nom                            | Code Insee | Gentilé              | Superficie (km2) | Population (dernière pop. légale) | Densité (hab./km2) |
| ------------------------------ | ---------- | -------------------- | ---------------- | --------------------------------- | ------------------ |
| Moret-Loing-et-Orvanne (siège) | 77316      |                      | 33,4             | 12 576 (2022)                     | 377                |
| Champagne-sur-Seine            | 77079      | Champenois           | 7,28             | 6 491 (2022)                      | 892                |
| Dormelles                      | 77161      | Dormellois           | 13,02            | 803 (2022)                        | 62                 |
| Flagy                          | 77184      | Flagiens             | 7,21             | 594 (2022)                        | 82                 |
| La Genevraye                   | 77202      | Genevriens           | 13,16            | 827 (2022)                        | 63                 |
| Montigny-sur-Loing             | 77312      | Montignons           | 9,2              | 2 634 (2022)                      | 286                |
| Nanteau-sur-Lunain             | 77329      | Nantelliens          | 13,25            | 697 (2022)                        | 53                 |
| Nonville                       | 77340      | Nonvillois           | 11,43            | 596 (2022)                        | 52                 |
| Paley                          | 77353      | Paleysiens           | 9,26             | 481 (2022)                        | 52                 |
| Remauville                     | 77387      | Remauvillois         | 10,88            | 471 (2022)                        | 43                 |
| Saint-Mammès                   | 77419      | Mammesiens           | 2,24             | 3 232 (2022)                      | 1 443              |
| Thomery                        | 77463      | Thomeryons           | 3,71             | 3 417 (2022)                      | 921                |
| Treuzy-Levelay                 | 77473      | Velytreuziens        | 14,1             | 440 (2022)                        | 31                 |
| Vernou-la-Celle-sur-Seine      | 77494      | Vernoucellois        | 22,42            | 2 621 (2022)                      | 117                |
| Ville-Saint-Jacques            | 77516      | Ville-Saint-Jacquois | 10,74            | 811 (2022)                        | 76                 |
| Villecerf                      | 77501      | Villecerfois         | 10,94            | 723 (2022)                        | 66                 |
| Villemaréchal                  | 77504      | Villemarchais        | 17,46            | 1 067 (2022)                      | 61                 |
| Villemer                       | 77506      | Villemerois          | 18,54            | 766 (2022)                        | 41                 |

### Démographie
| 1968   | 1975   | 1982   | 1990   | 1999   | 2008   | 2013   | 2018   |
| ------ | ------ | ------ | ------ | ------ | ------ | ------ | ------ |
| 25 097 | 27 511 | 29 427 | 34 368 | 37 598 | 38 955 | 38 761 | 38 818 |

## Organisation

### Siège

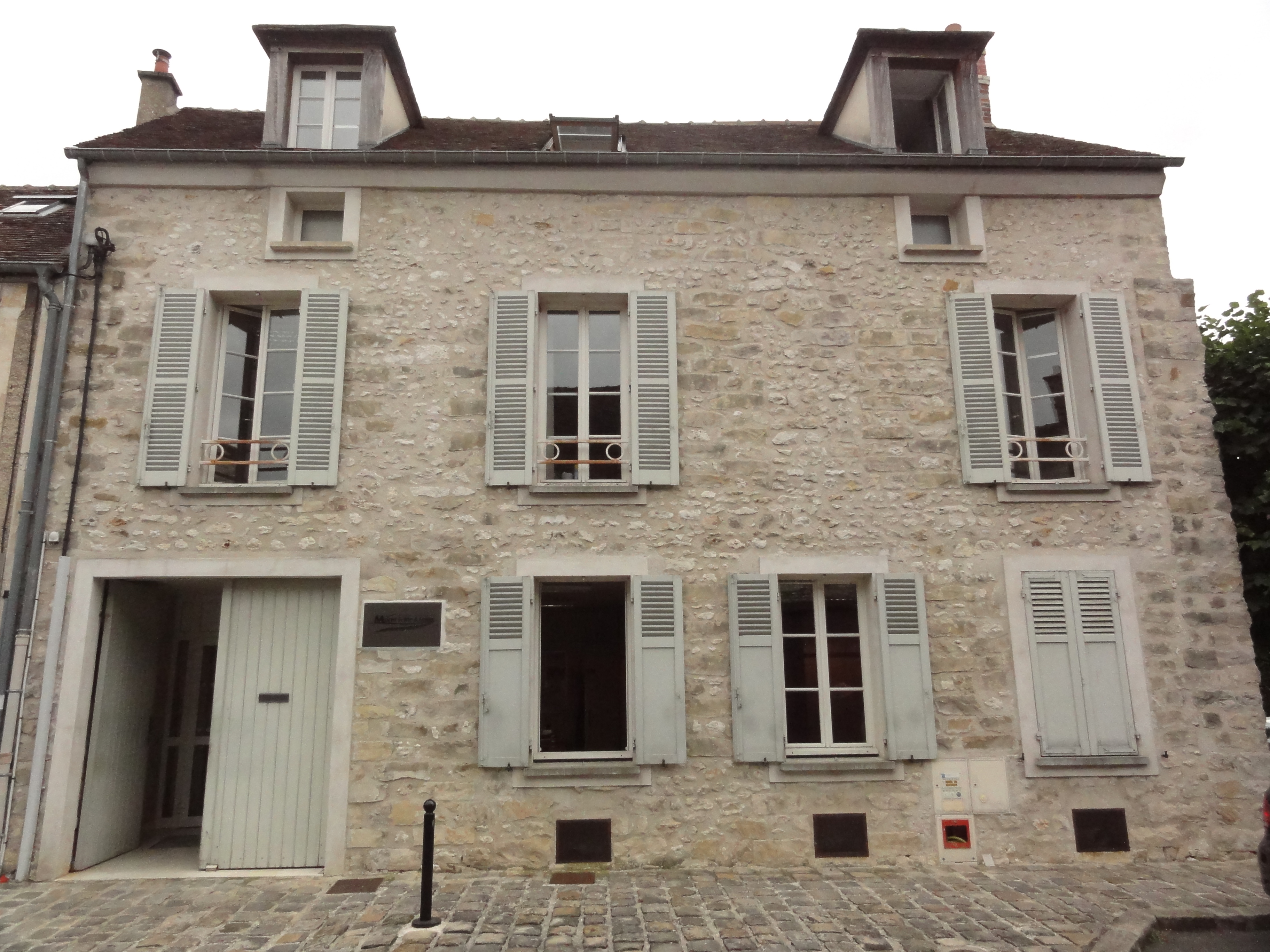
Maison de la communauté de communes Moret Seine et Loing

L'intercommunalité a son siège à Moret-Loing-et-Orvanne, 23 rue du Pavé Neuf à Moret-sur-Loing.

### Élus
La communauté de communes est administrée par son conseil communautaire, composé, pour la mandature 2014-2020, de 50 conseillers municipaux représentant chacune des communes membres (y compris les communes déléguées de Moret-Loing-et-Orvanne), répartis sensiblement en fonction de leur population, soit, pour la mandature 2014-2020 :
- 8 délégués pour Champagne-sur-Seine ;
- 6 délégués pour Veneux-Les Sablons ;
- 5 délégués pour la commune déléguée de Moret-sur-Loing ;
- 4 délégués pour Saint-Mammès et Thomery ;
- 3 délégués pour les communes déléguées d'Écuelles, Montigny-sur-Loing et Vernou-La-Celle-sur-Seine ;
- 1 délégué et son suppléant pour chaque autre village, tous de moins de 1000 habitants[9], y compris les communes déléguées d'Épisy et Montarlot[10]|Le PV du conseil communautaire du 14 avril 2014 réélisant le président mentionne 55 votants....

Le conseil communautaire du 14 avril 2014 a réélu son président, Patrick Septiers, alors maire de Moret-sur-Loing, et désigné ses 15 vice-présidents.
Le bureau de MSL pour la mandature 2014-2020 est constitué du président, des vice-présidents, dont 4 sont vice-présidents coordonnateurs, et un conseiller communautaire délégué.

### Liste des présidents
| Période                                  | Période                       | Identité         | Étiquette                          | Qualité |
| ---------------------------------------- | ----------------------------- | ---------------- | ---------------------------------- | --- |
| Les données manquantes sont à compléter. |                               |                  |                                    | |
| 2001                                     | En cours (au 30 janvier 2023) | Patrick Septiers | UDF puis MoDem puis UDI puis MoDem | Enseignant en économie et gestion des entreprises Maire (1989 → 2014) puis maire délégué (2015 → 2020) de Moret-sur-Loing Maire d'Orvanne (2015), de Moret Loing et Orvanne (2016) puis de Moret-Loing-et-Orvanne (2017 → 2018) Conseiller général de Moret-sur-Loing (1992 → 2004) Conseiller départemental de Montereau-Fault-Yonne (2015 → ) Vice-président (2015 → 2018) puis président (2018 → 2021) du conseil départemental de Seine-et-Marne Réélu en 2008, 2014 et 2020 |

### Compétences
Nombre total de compétences exercées en 2017 : 22.
L'intercommunalité exerce les compétences qui lui ont été transférées par les communes membres, dans les conditions définies par le code général des collectivités territoriales. Il s'agit de : 
- Petite Enfance ;
- Jeunesse & Sports ;
- Musique & Bibliothèque ;
- Vie Sociale (solidarité, familles, emploi, insertion...) ;
- Tourisme ;
- Aménagement du Territoire & Cadre de Vie ;
- Environnement ;
- Développement économique ;
- Transport[13].

### Régime fiscal et budget
La Communauté de communes est un établissement public de coopération intercommunale à fiscalité propre.
Afin de financer l'exercice de ses compétences, l'intercommunalité perçoit  depuis 2006[réf. nécessaire] la fiscalité professionnelle unique (FPU) – qui a succédé à la taxe professionnelle unique (TPU) – et assure une péréquation de ressources entre les communes résidentielles et celles dotées de zones d'activité.
Elle perçoit également une bonification de la dotation globale de fonctionnement (DGF) et collecte la taxe d'enlèvement des ordures ménagères (TEOM), qui finance ce service.